# Eurybia constantius
Eurybia constantius är en fjärilsart som beskrevs av Fabricius 1793. Eurybia constantius ingår i släktet Eurybia och familjen Riodinidae. Inga underarter finns listade i Catalogue of Life.